# Heptanal
L'heptanal ou n-heptanal est un aldéhyde de formule semi-développée CH3(CH2)5CHO.

## Propriétés
L'heptanal se présente sous la forme d'un liquide incolore, inflammable, légèrement volatil, avec une odeur pénétrante, fruité à huileuse-graisseuse. Il est miscible avec les alcools mais pratiquement insoluble dans l'eau. Du fait de sa forte sensibilité à l'oxydation, l'heptanal est généralement conditionné sous azote et stabilsé avec 100 ppm d'hydroquinone.
Son point d'éclair est de 39,5 °C et son point d'auto-inflammation de 205 °C. Il forme des mélanges explosifs avec l'air dans les limites d'explosivité de 1,1 et 5,2 vol.%.

## Occurrence naturelle et synthèse
L'heptanal est naturellement présent dans les huiles essentielles d'ylang-ylang (Cananga odorata), de sauge sclarée (Salvia sclarea), de citron (Citrus x limon), d'orange amère (Citrus x aurantium), de rose (Rosa) et de jacinthe (Hyacinthus). La formation d'heptanal lors de la distillation fractionnée de l'huile de ricin a été décrite dès 1878.
La production a large échelle de l'heptanal repose sur le clivage pyrolytique de l'acide ricinoléique (procédé Arkema) et sur l'hydroformylation de l'hex-1-ène en présence d'acide 2-éthylhexanoïque et d'un catalyseur de 2-éthylhexanoate de rhodium (procédé Oxea), :

## Utilisations
L'heptan-1-ol peut être produit par réduction/hydrogénation de l'heptanal :
L'oxydation de l'heptanal par le dioxygène en présence de catalyseurs au rhodium à 50 °C permet d'obtenir de l'acide heptanoïque avec un rendement de 95 %. L'heptanal peut réagir par condensation de Knoevenagel avec le benzaldéhyde sous catalyse basique pour donner le jasminaldéhyde, avec un rendement et une sélectivité élevée (> 90%),, un composé avec une odeur caractéristique de jasmin dont un mélange d'isomère cis/trans est utilisé en parfumerie .